# 增田福太郎
增田福太郎（1903年—1982年），日本法學、民俗學學者，新潟縣上越市人。京都大學博士，長期研究臺灣宗教與民俗學。曾任教於臺北帝國大學、福岡大學、亞細亞大學等。

## 簡介
年幼遷居東京淺草，育英尋常小學校、府立第一中學、第一高等學校畢業，1923年進入東京帝國大學法律學科，適逢關東大地震，家產盡失，1927年進入東京帝國大學大學院（研究所），在學院內認識到了許多宗教學、神道的知識，加上其本人對自己信仰的淨土真宗大谷派，從此在法學之外，亦致力於宗教學。
1929年，擔任臺灣總督府宗教調查官，陸續調查臺灣民間信仰與臺灣佛教、道教，1930年4月轉任臺北帝國大學講師，7月升任臺北帝國大學助教授，教授「農業法律學」，而後兼任臺北帝大附屬農林專門部教授。
1939年返回日本本土，擔任文部省國民精神文化研究所所員，兼國學院大學講師，1943年轉任教學鍊成所鍊成官。1945年二次大戰日本投降後，歷任善鄰外事專門學校教授、農林省囑託、新潟縣囑託、長崎大學短期部教授、岡山大學教授，1961年取得京都大學法學博士學位。
1965年擔任福岡大學教授、1969年擔任法學部長，1974年回返東京，擔任亞細亞大學法學教授。1982年去世。